# Krieselita
La krieselita és un mineral de la classe dels silicats. Rep el seu nom en honor de Friedrich Wilhelm Kriesel, que era el químic en cap i el director del laboratori de la mina Tsumeb, en la qual es va descobrir el mineral, al voltant de 1920.

## Característiques
La krieselita és un silicat de fórmula química Al₂(GeO₄)F₂. Cristal·litza en el sistema ortoròmbic. La seva duresa a l'escala de Mohs és d'entre 5,5 i 6,5.
Segons la classificació de Nickel-Strunz, la krieselita pertany a «9.AF - Nesosilicats amb anions addicionals; cations en [4], [5] i/o només coordinació [6]» juntament amb els següents minerals: sil·limanita, andalucita, kanonaïta, cianita, mullita, boromullita, yoderita, magnesiostaurolita, estaurolita, zincostaurolita, topazi, norbergita, al·leghanyita, condrodita, reinhardbraunsita, kumtyubeïta, hidroxilcondrodita, humita, manganhumita, clinohumita, sonolita, hidroxilclinohumita, leucofenicita, ribbeïta, jerrygibbsita, franciscanita, örebroïta, welinita, el·lenbergerita, sismondita, magnesiocloritoide, ottrelita, poldervaartita i olmiïta.